# Specie di Corydalis
Elenco delle specie di Corydalis:

## A
- Corydalis aconitiflora Lidén, 1991
- Corydalis acropteryx Fedde, 1924
- Corydalis acuminata Franch., 1894

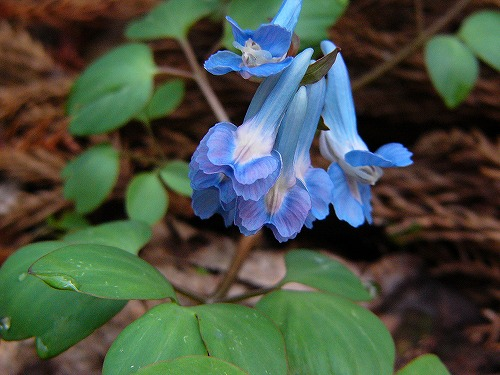
Corydalis ambigua.

- Corydalis adiantifolia Hook.f. & Thomson, 1855
- Corydalis adoxifolia C.Y.Wu, 1984
- Corydalis adunca Maxim., 1878
- Corydalis aeaeae X.F.Gao, Lidén, Y.W.Wang & Y.L.Peng, 2008
- Corydalis aeditua Lidén & Z.Y.Su, 2007
- Corydalis afghanica Gilli, 1955
- Corydalis ainae (Rukšāns ex Lidén) Lazkov & Sennikov, 2017
- Corydalis aitchisonii Popov, 1934
- Corydalis alaschanica (Maxim.) Peschkova, 1990
- Corydalis alexeenkoana N.Busch, 1905
- Corydalis alpestris C.A.Mey., 1831
- Corydalis amarnathiana Dar, Semi & Naqshi, 2011
- Corydalis ambigua Cham. & Schltdl., 1826
- Corydalis ampelos Lidén & Z.Y. Su, 2008
- Corydalis amphipogon Lidén, 2008
- Corydalis amplisepala Z.Y.Su & Lidén, 2007
- Corydalis anaginova Lidén & Z.Y.Su, 1997
- Corydalis ananke Lidén, 2008
- Corydalis anethifolia C.Y.Wu & Z.Y.Su, 1986
- Corydalis angusta Z.Y. Su & Lidén, 2008
- Corydalis angustifolia (M.Bieb.) DC., 1821
- Corydalis anthocrene Lidén & Van De Veire, 2008
- Corydalis anthriscifolia Franch., 1886
- Corydalis appendiculata Hand.-Mazz., 1931
- Corydalis arctica Popov, 1937
- Corydalis arcuata M.K.Pathak, Chowlu, B.Saikia & Lidén, 2013
- Corydalis atuntsuensis W.W.Sm., 1916
- Corydalis aurantiaca Ludlow & Stearn, 1975
- Corydalis aurea Willd., 1809
- Corydalis auricilla Lidén & Z.Y. Su, 2008
- Corydalis auriculata Lidén & Z.Y.Su, 1997

## B

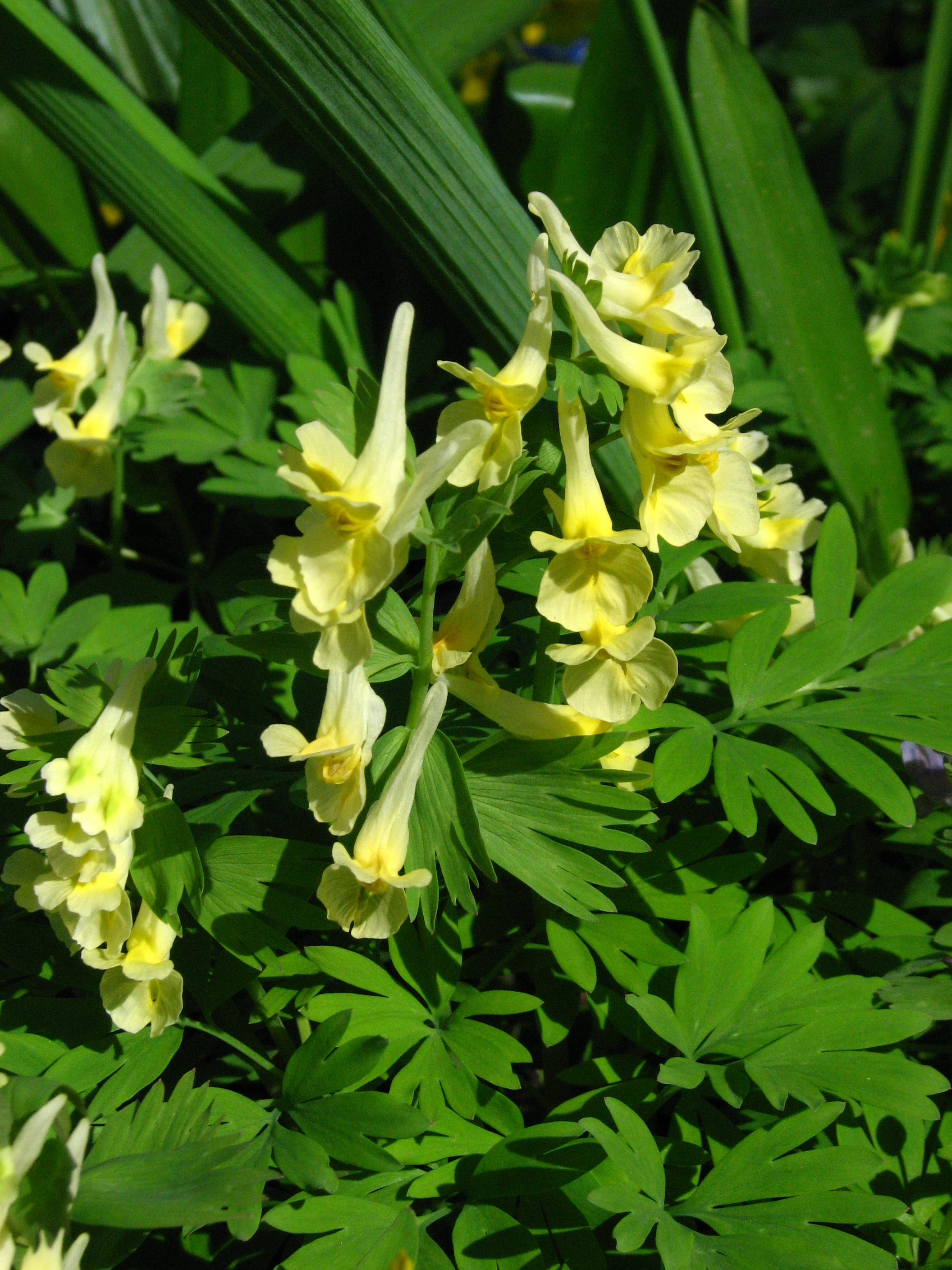
Corydalis bracteata.

- Corydalis baekunnensis Y.N.Lee, 2004

- Corydalis balansae Prain, 1896
- Corydalis balsamiflora Prain, 1896
- Corydalis barbisepala Hand.-Mazz. & Fedde, 1921
- Corydalis benecincta W.W.Sm., 1916
- Corydalis bibracteolata Z.Y.Su, 1999
- Corydalis biflora Lidén, M.K.Pathak, Chowlu & B.Saikia, 2013
- Corydalis bijiangensis C.Y.Wu & H.Chuang, 1984
- Corydalis bimaculata C.Y.Wu & T.Y.Shu, 1985
- Corydalis birmanica Lidén, 1998
- Corydalis blanda Schott, 1857
- Corydalis bombylina Stepanov, 2015
- Corydalis bonghwaensis M.Kim & H.Jo, 2017
- Corydalis borii C.E.C.Fisch., 1940
- Corydalis bosbutooensis Lazkov, 2006
- Corydalis brachyceras Lidén & Van De Veire, 2008
- Corydalis bracteata (Steph. ex Willd.) Pers., 1806
- Corydalis brevipedicellata Lidén, 1989
- Corydalis brevipedunculata (Z.Y.Su) Z.Y.Su & M.Lide An, 1999
- Corydalis brevirostrata C.Y.Wu & T.Y.Shu, 1980
- Corydalis brunneovaginata Fedde, 1921
- Corydalis bucharica Popov, 1937
- Corydalis × budensis Vojda, 1941
- Corydalis bulbifera C.Y.Wu, 1982
- Corydalis bulbilligera Z.Y.Wu, 1991
- Corydalis bulleyana Diels, 1912
- Corydalis bungeana Turcz., 1840
- Corydalis buschii Nakai, 1914

## C
- Corydalis calcarea Albov, 1895

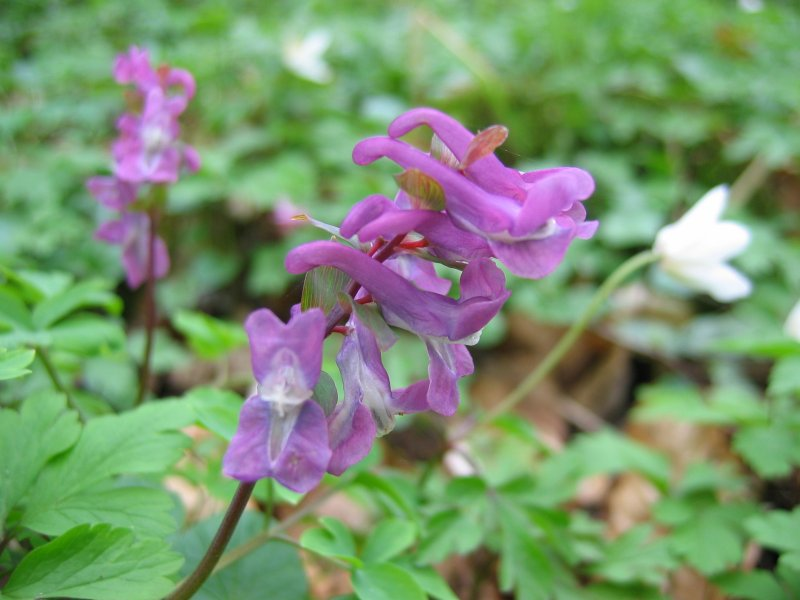
Corydalis cava.

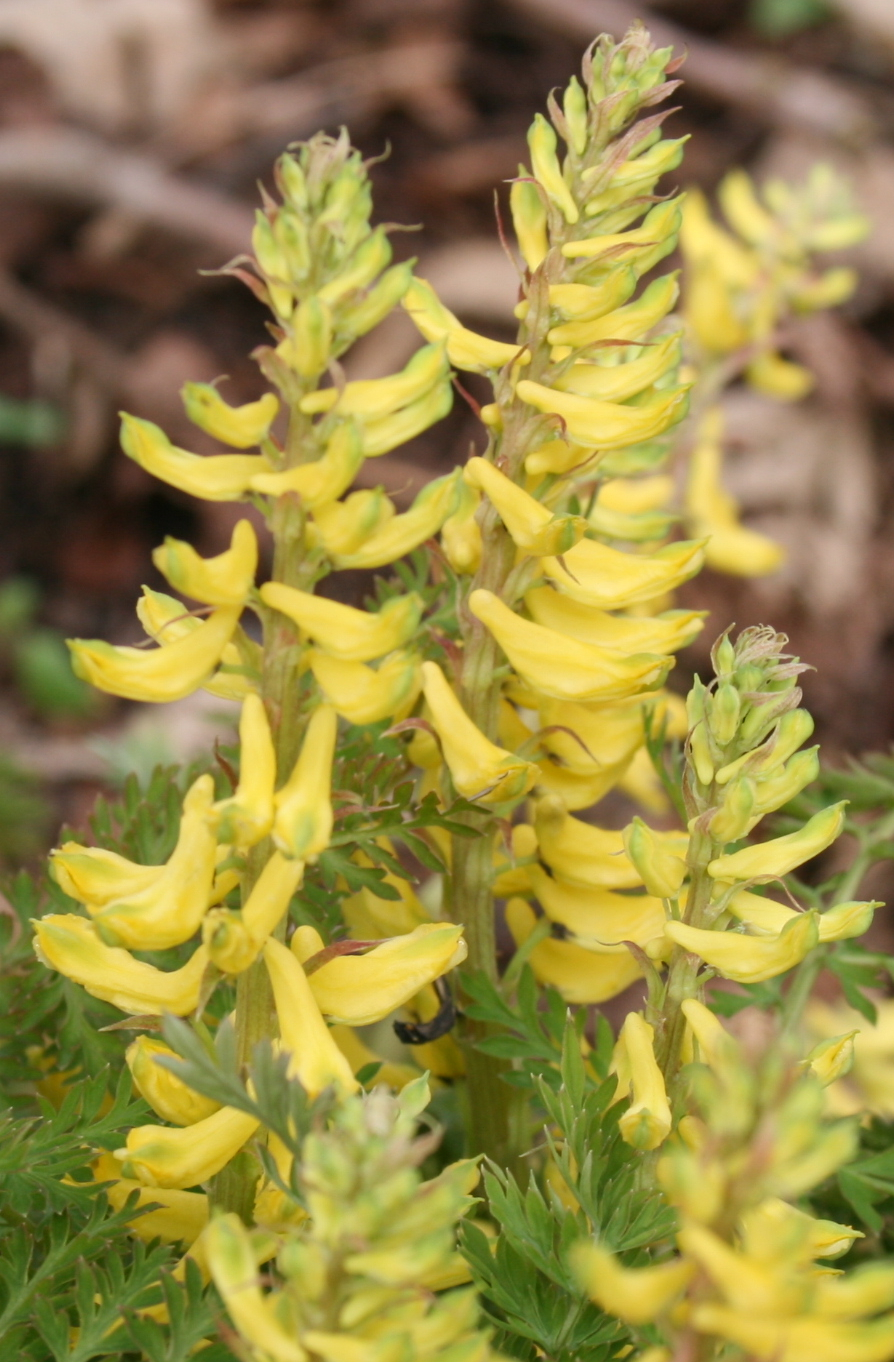
Corydalis cheilanthifolia.

- Corydalis calliantha D.G.Long, 1984
- Corydalis calycina Lidén, 1989
- Corydalis calycosa X.Zhuang, 1991
- Corydalis campulicarpa Hayata, 1913
- Corydalis capillipes Franch., 1886
- Corydalis capitata X.F.Gao, Lidén, Y.W.Wang & Y.L.Peng, 2008
- Corydalis capnoides (L.) Pers., 1806
- Corydalis caput-medusae Z.Y.Su & Lidén, 1997
- Corydalis carinata Lidén & Z.Y. Su, 2008
- Corydalis caseana A.Gray, 1874
- Corydalis cashmeriana Royle, 1834
- Corydalis casimiriana Duthie & Prain ex Prain, 1896
- Corydalis cataractarum Lidén, 2008
- Corydalis caucasica DC., 1821
- Corydalis caudata (Lam.) Pers., 1806
- Corydalis cava (L.) Schweigg. & Körte, 1811
- Corydalis cavaleriei H.Lév. & Vaniot, 1904
- Corydalis cavei D.G.Long, 1984
- Corydalis chaerophylla DC., 1824
- Corydalis chamdoensis C.Y.Wu & H.Chuang, 1983
- Corydalis changuensis D.G.Long, 1984
- Corydalis cheilanthifolia Hemsl., 1892
- Corydalis cheilosticta Z.Y.Su & Lidén, 2007
- Corydalis cheirifolia Franch., 1894
- Corydalis chihuahuana Fedde, 1912
- Corydalis chingii Fedde, 1926
- Corydalis chionophila Czerniak., 1930
- Corydalis chrysosphaera Marquand & Airy Shaw, 1920
- Corydalis clarkei Prain, 1896
- Corydalis clavibracteata Ludlow & Stearn, 1975
- Corydalis clematis H.Lév., 1909
- Corydalis cofouensis H.Lév., 1909
- Corydalis conorhiza Ledeb., 1841
- Corydalis conspersa Maxim., 1889
- Corydalis cornuta Royle, 1834
- Corydalis corymbosa C.Y.Wu & T.Y.Shu, 1985
- Corydalis crassifolia Royle, 1834
- Corydalis crassipedicellata Fedde, 1912
- Corydalis crispa Prain, 1896
- Corydalis crista-galli Maxim., 1889
- Corydalis cristata Maxim., 1890
- Corydalis crithmifolia Royle, 1834
- Corydalis cryptogama Z.Y.Su & Lidén, 2007
- Corydalis crystallina (Torr. & A.Gray) Engelm. ex A.Gray, 1897
- Corydalis curvicalcarata Miyabe & T.C.Ku, 1917
- Corydalis curviflora Maxim. ex Hemsl., 1889
- Corydalis curvisiliqua (A.Gray) Engelm. ex A.Gray, 1867
- Corydalis cytisiflora (Fedde) Lidén ex C.Y.Wu, H.Chuang & Z.Y.Su, 1999

## D

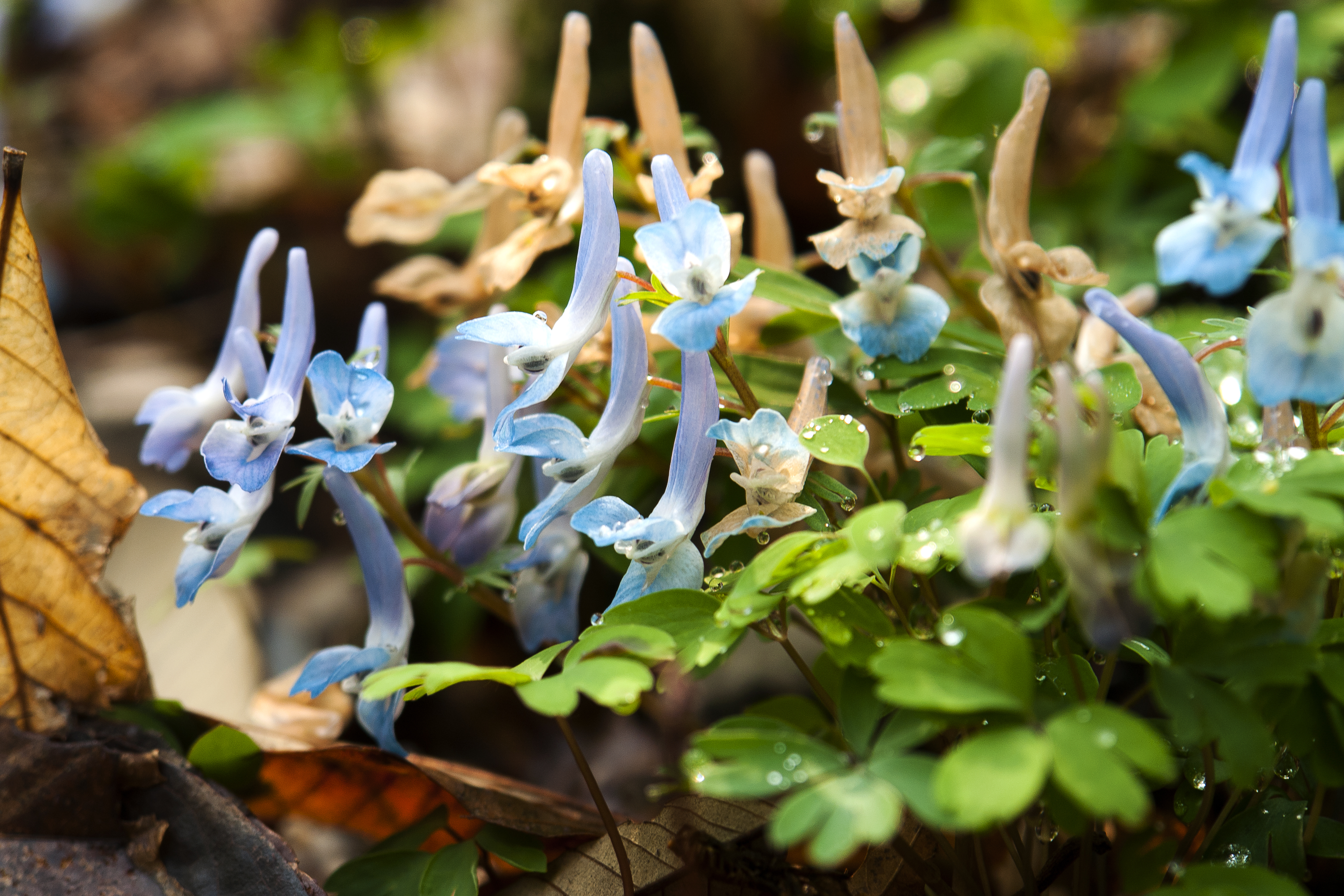
Corydalis decumbens.

- Corydalis dajingensis C.Y.Wu & T.Y.Shu, 1982

- Corydalis darwasica Regel ex Prain, 1896
- Corydalis dasyptera Maxim., 1878
- Corydalis dautica Mikhailova, 2012
- Corydalis davidii Franch., 1886
- Corydalis decumbens (Thunb.) Pers., 1806
- Corydalis degensis C.Y.Wu & H.Chuang, 1984
- Corydalis delavayi Franch., 1886
- Corydalis delicatula D.G.Long, 1984
- Corydalis delphinioides Fedde, 1926
- Corydalis densiflora C.Presl, 1822
- Corydalis densispica C.Y.Wu, 1983
- Corydalis devendrae Pusalkar, 2012
- Corydalis diffusa Lidén, 1995
- Corydalis diphylla Wall., 1826
- Corydalis dolichocentra Z.Y.Su & Lidén, 2007
- Corydalis dongchuanensis Z.Y. Su & Lidén, 2008
- Corydalis dorjii D.G.Long, 1984
- Corydalis drakeana Prain, 1896
- Corydalis drepanantha D.G.Long, 1984
- Corydalis dubia Prain, 1896
- Corydalis duclouxii H.Lév. & Vaniot, 1902
- Corydalis dulongjiangensis X.Zhuang, 1991
- Corydalis duthiei Maxim., 1889

## E

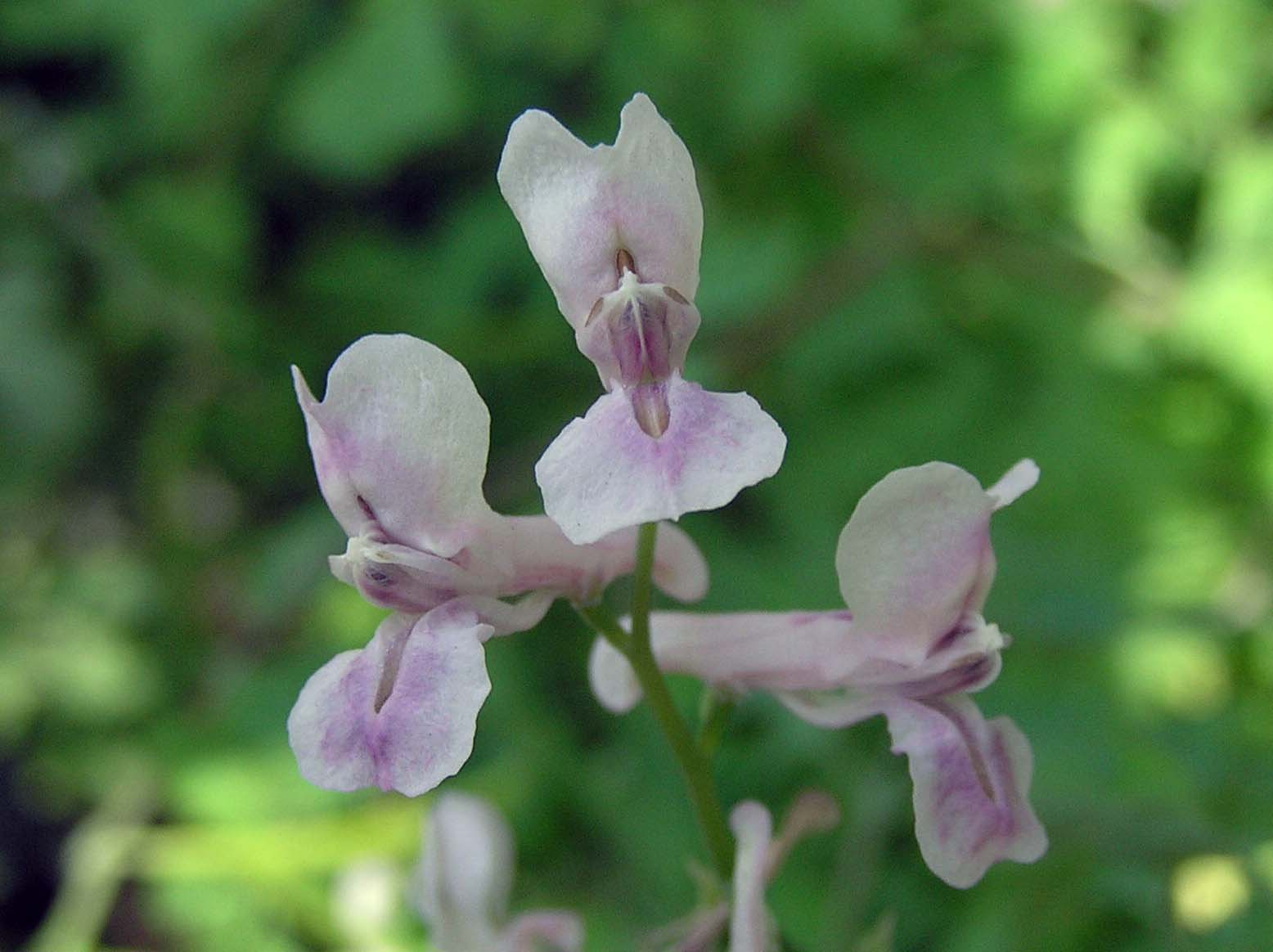
Corydalis edulis.

- Corydalis ecristata (Prain) D.G.Long, 1984

- Corydalis edulis Maxim., 1878
- Corydalis elata Bureau & Franch., 1891
- Corydalis ellipticarpa C.Y.Wu & Z.Y.Su, 1989
- Corydalis emanuelii C.A.Mey., 1831
- Corydalis enantiophylla Lidén, 1998
- Corydalis erdelii Zucc., 1843
- Corydalis erythrocarpa H.Lév., 1916
- Corydalis esquirolii H.Lév., 1912
- Corydalis eugeniae Fedde, 1913

## F

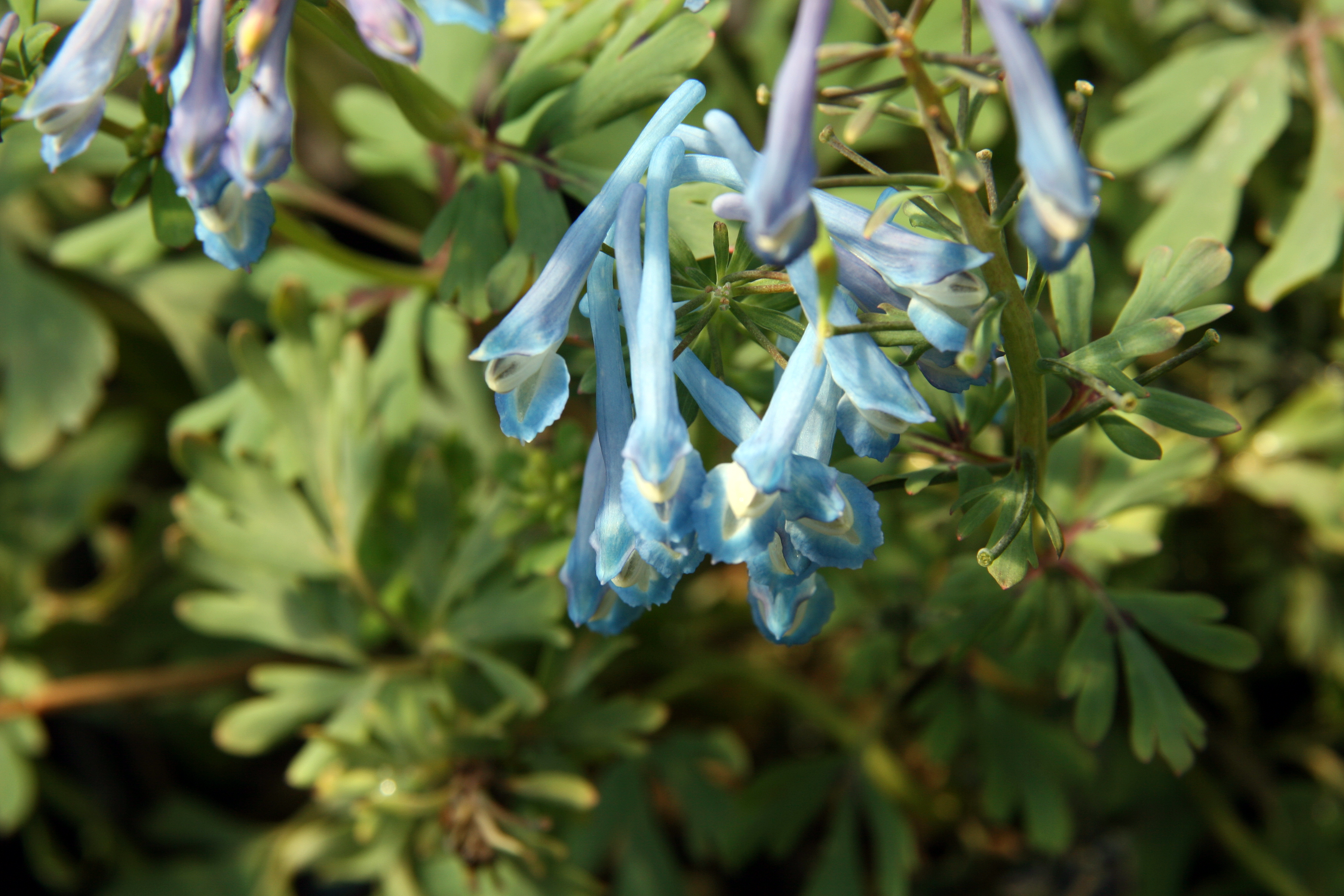
Corydalis flexuosa.

- Corydalis falconeri Hook.f. & Thomson, 1855

- Corydalis fangshanensis W.T.Wang, 1984
- Corydalis fargesii Franch., 1894
- Corydalis farreri Lidén, 1998
- Corydalis feddeana Poelln., 1938
- Corydalis fedtschenkoana Regel, 1882
- Corydalis filicina Prain, 1896
- Corydalis filiformis Royle, 1834
- Corydalis filisecta C.Y.Wu, 1984
- Corydalis filistipes Nakai, 1918
- Corydalis fimbrillifera Korsh., 1898
- Corydalis fimbripetala Ludlow & Stearn, 1975
- Corydalis flabellata Edgew., 1851
- Corydalis flaccida Hook.f. & Thomson, 1855
- Corydalis flavula (Raf.) DC., 1824
- Corydalis flexuosa Franch., 1886
- Corydalis foetida C.Y.Wu & Z.Y.Su, 1987
- Corydalis foliaceobracteata C.Y.Wu & Z.Y.Su, 1997
- Corydalis franchetiana Prain, 1896
- Corydalis fukuharae Lidén, 1996
- Corydalis fumariifolia Maxim., 1859

## G
- Corydalis gamosepala Maxim., 1859

- Corydalis gaoxinfeniae Lidén, 2008

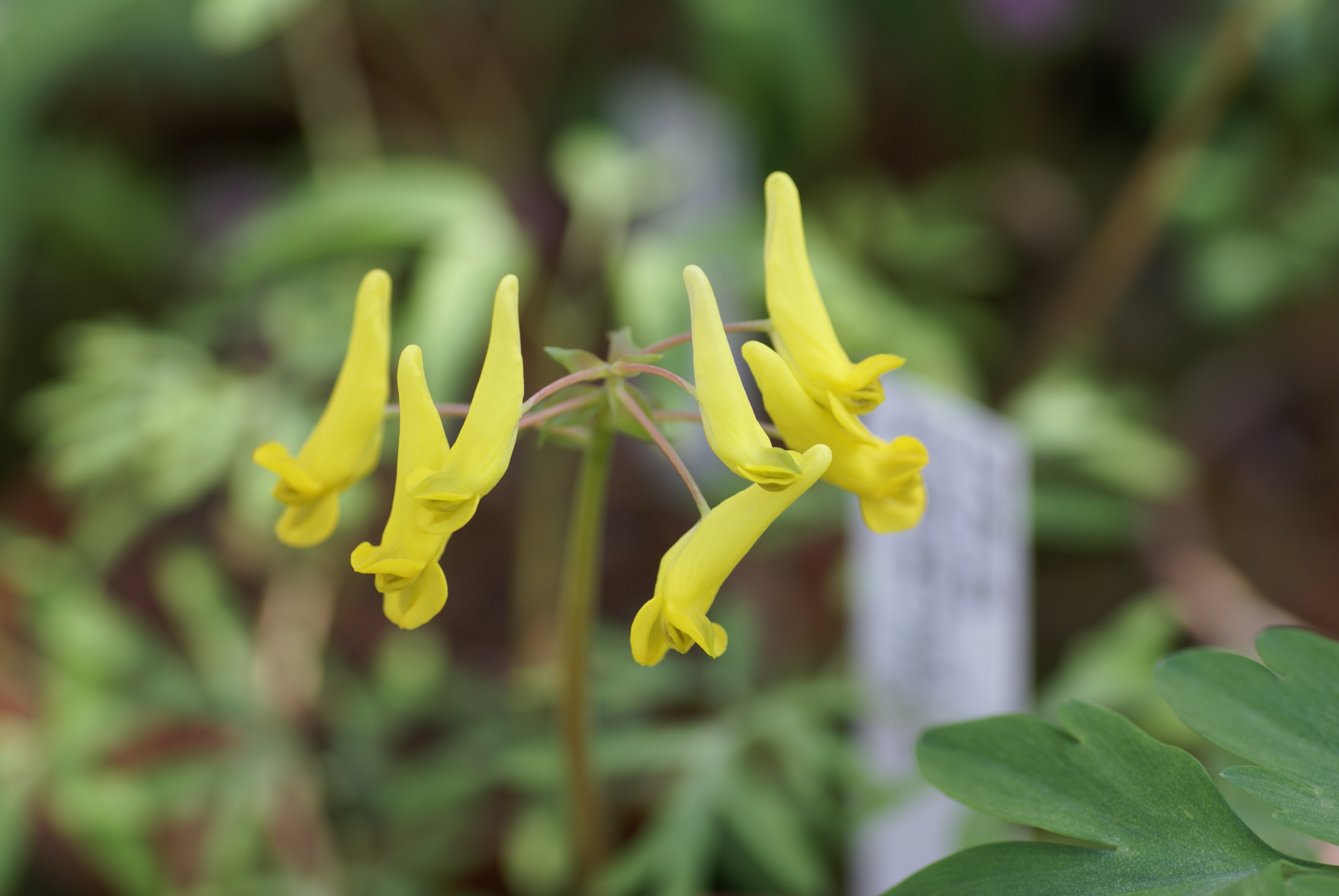
Corydalis gorinensis.

- Corydalis geraniifolia Hook.f. & Thomson, 1855
- Corydalis gigantea Trautv. & C.A.Mey., 1856
- Corydalis giraldii Fedde, 1924
- Corydalis glaucescens Regel, 1870
- Corydalis glaucissima Lidén & Z.Y.Su, 1997
- Corydalis glycyphyllos Fedde, 1924
- Corydalis gorinensis V.M.Van, 1984
- Corydalis gorodkovii Karav., 1957
- Corydalis gortschakovii Schrenk, 1841
- Corydalis gotlandica Lidén, 1991
- Corydalis gouldii Lidén, 1991
- Corydalis govaniana Wall., 1826
- Corydalis gracilis Ledeb., 1841
- Corydalis gracillima C.Y.Wu ex Govaerts, 1999
- Corydalis grandicalyx B.U.Oh & Y.S.Kim, 1987
- Corydalis grandiflora C.Y.Wu & Z.Y.Su, 1989
- Corydalis griffithii Boiss., 1854
- Corydalis grubovii Michajlova, 1981
- Corydalis gymnopoda Z.Y.Su & Lidén, 2007
- Corydalis gypsophila Michajlova, 1982
- Corydalis gyrophylla Lidén, 1996

## H
- Corydalis hamata Franch., 1894
- Corydalis hannae Kanitz, 1891

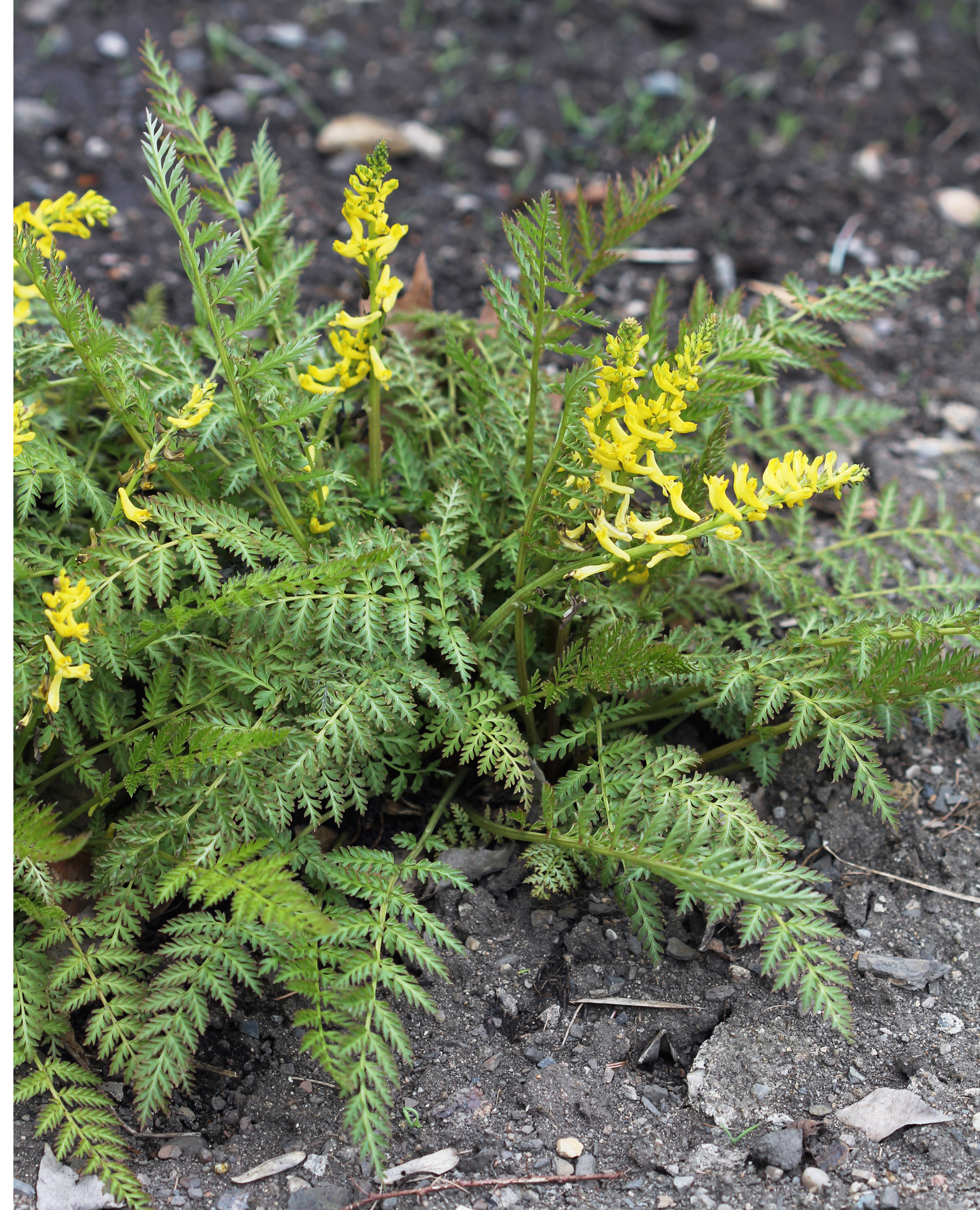
Corydalis heterocarpa

- Corydalis harry-smithii Lidén & Z.Y.Su, 2007
- Corydalis × hausmannii Klebelsberg, 1908
- Corydalis haussknechtii Lidén, 1989
- Corydalis hebephylla C.Y.Wu & Z.Y.Su, 1989
- Corydalis hegangensis W.T.Wang, 2017
- Corydalis helodes Lidén & Van De Veire, 2008
- Corydalis hemidicentra Hand.-Mazz., 1920
- Corydalis hemsleyana Franch. & Prain, 1896
- Corydalis hendersonii Hemsl., 1894
- Corydalis henrikii Lidén, 1991
- Corydalis hepaticifolia C.Y.Wu & T.Y.Shu, 1982
- Corydalis heracleifolia C.Y.Wu & Z.Y.Su, 1989
- Corydalis heterocarpa Siebold & Zucc., 1843
- Corydalis heterocentra Diels, 1912
- Corydalis heterodonta H.Lév., 1909
- Corydalis heteropetala Ochiauri, 1994
- Corydalis heterophylla Michajlova, 1982
- Corydalis heterothylax C.Y.Wu ex Z.Y.Su & Lidén, 2007
- Corydalis hindukushensis Wendelbo & Grey-Wilson, 1974
- Corydalis homopetala Diels, 1912
- Corydalis hongbashanensis Lidén & Y.W. Wang, 2008
- Corydalis hookeri Prain, 1896
- Corydalis hsiaowutaishanensis T.P.Wang, 1934
- Corydalis hualongshanensis D.Wang, 2017
- Corydalis huangshanensis L.Q.Huang & H.S.Peng, 2018
- Corydalis humicola Hand.-Mazz., 1931
- Corydalis humilis B.U.Oh & Y.S.Kim, 1987
- Corydalis humosa Migo, 1939
- Corydalis × hybrida Michajlova, 1988

## I

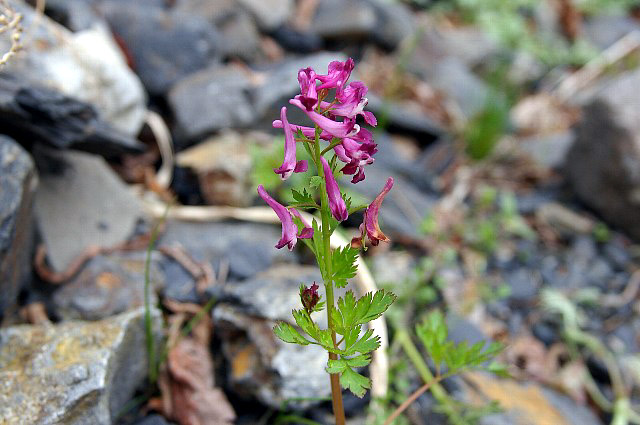
Corydalis incisa

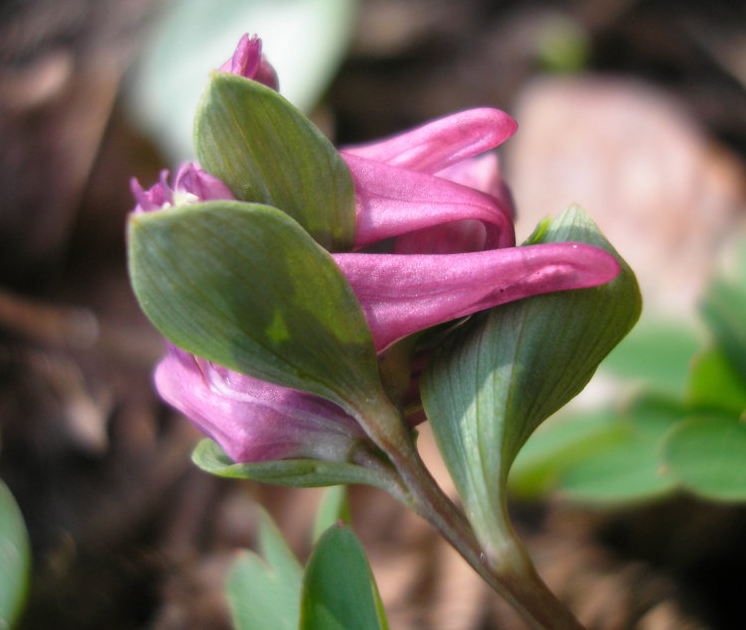
Corydalis intermedia

- Corydalis imbricata Z.Y.Su & Lidén, 1997
- Corydalis impatiens (Pall.) Fisch. ex DC., 1821
- Corydalis incisa (Thunb.) Pers., 1806
- Corydalis inconspicua Bunge ex Ledeb., 1841
- Corydalis inopinata Prain ex Fedde, 1925
- Corydalis integra Barbey & Fors.-Major, 1892
- Corydalis intermedia (L.) Mérat, 1812
- Corydalis iochanensis H.Lév., 1916
- Corydalis ischnosiphon Lidén & Z.Y.Su, 2007

## J
- Corydalis jigmei C.E.C.Fisch. & Kaul, 1940
- Corydalis jingyuanensis C.Y.Wu & H.Chuang, 1990
- Corydalis jiulongensis Z.Y.Su & Lidén, 2007
- Corydalis juncea Wall., 1826

## K
- Corydalis kailiensis Z.Y.Su, 1993
- Corydalis kashgarica Rupr., 1896
- Corydalis kedarensis Pusalkar & D.K.Singh, 2009
- Corydalis khasiana Lidén, 1991
- Corydalis kiautschouensis Poelln., 1938
- Corydalis kingdonis Airy Shaw, 1940
- Corydalis kingii Prain, 1896
- Corydalis kiukiangensis C.Y.Wu, Z.Y.Su & Lidén, 1997
- Corydalis kokiana Hand.-Mazz., 1920
- Corydalis kovakensis Michajlova, 2009
- Corydalis krasnovii Michajlova, 1982
- Corydalis kuruchuensis Lidén, 2008
- Corydalis kushiroensis Fukuhara, 1991

## L
- Corydalis laelia Prain, 1896

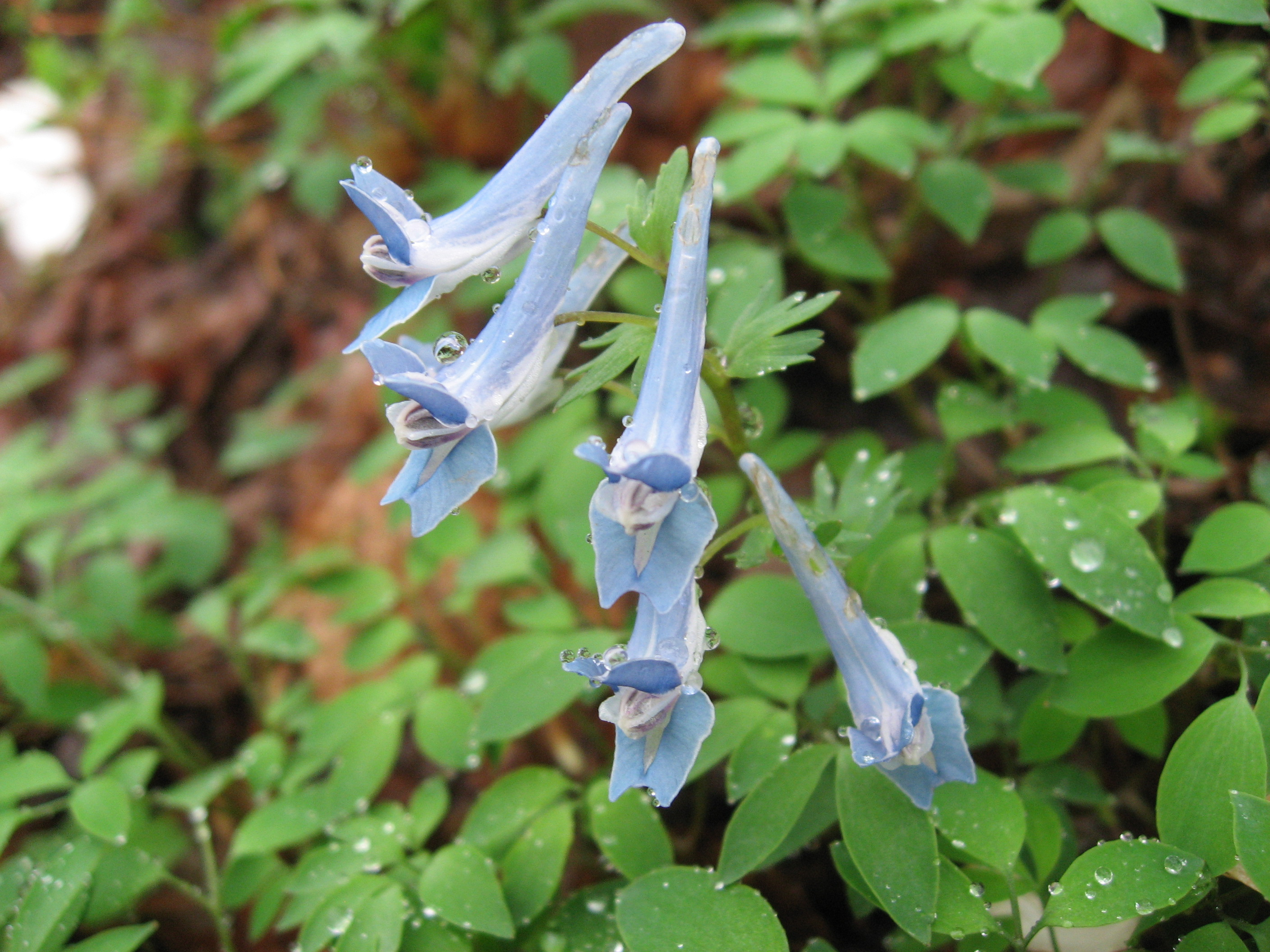
Corydalis lineariloba.

- Corydalis lagochila Lidén & Z.Y.Su, 2007
- Corydalis lasiocarpa Lidén & Z.Y.Su, 1997
- Corydalis lathyroides Prain, 1896
- Corydalis lathyrophylla C.Y.Wu, 1984
- Corydalis latiflora Hook.f. & Thomson, 1855
- Corydalis latilepidota W.T.Wang, 2017
- Corydalis latiloba (Franch.) Hand.-Mazz., 1931
- Corydalis laucheana Fedde, 1924
- Corydalis laxiflora Lidén, 2008
- Corydalis ledebouriana Kar. & Kir., 1841
- Corydalis leptantha Lidén, 1998
- Corydalis leptocarpa Hook.f. & Thomson, 1855
- Corydalis leptophylla Lidén, 1998
- Corydalis leucanthema C.Y.Wu, 1990
- Corydalis lhasaensis C.Y.Wu & Z.Y.Su, 1999
- Corydalis lhorongensis C.Y.Wu & H.Chuang, 1983
- Corydalis liana Lidén & Z.Y.Su, 1997
- Corydalis lidenii Z.Y.Su, 2008
- Corydalis linarioides Maxim., 1878
- Corydalis lineariloba Siebold & Zucc., 1843
- Corydalis linearis C.Y.Wu, 1984
- Corydalis linjiangensis Z.Y.Su, 1996
- Corydalis linstowiana Fedde, 1925
- Corydalis livida Maxim., 1889
- Corydalis longibracteata Ludlow & Stearn, 1975
- Corydalis longicalcarata H.Chuang & Z.Y.Su, 1993
- Corydalis longicornu Franch., 1886
- Corydalis longipes DC., 1824
- Corydalis longistyla Z.Y.Su & Lidén, 2007
- Corydalis longkiensis C.Y.Wu, Lidén & Z.Y.Su, 1993
- Corydalis lophophora Lidén & Z.Y.Su, 2007
- Corydalis lopinensis Franch., 1894
- Corydalis lowndesii Lidén, 1989
- Corydalis ludlowii Stearn, 1975
- Corydalis lupinoides Marquand & Airy Shaw, 1929
- Corydalis luquanensis H.Chuang, 1990
- Corydalis lydica Lidén, 1996

## M

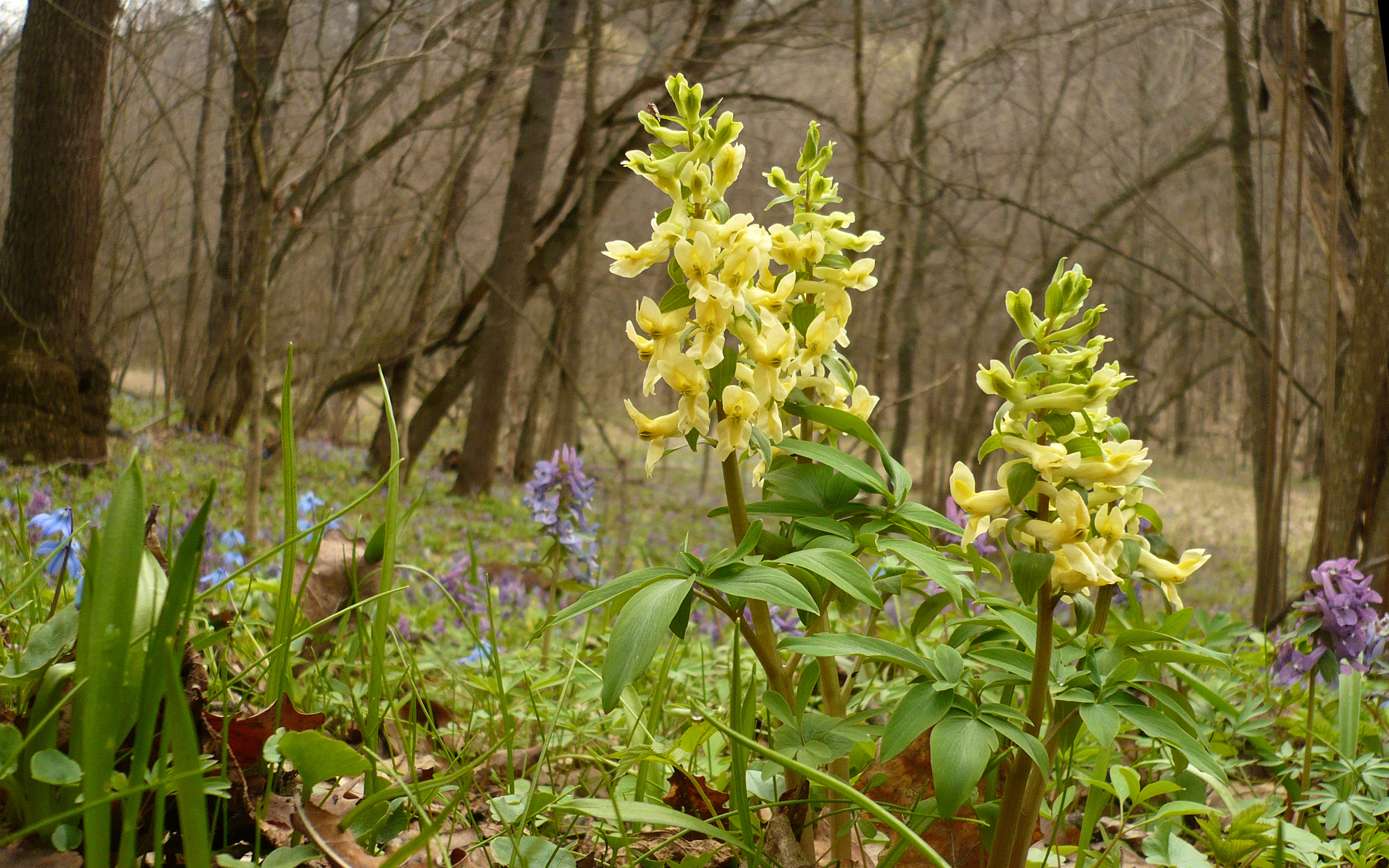
Corydalis marschalliana.

- Corydalis maackii Rupr. ex Trautv., 1883

- Corydalis macrocalyx Litv., 1902
- Corydalis macrocentra Regel, 1884
- Corydalis madida Lidén & Z.Y.Su, 2007
- Corydalis magadanica A.P.Khokhr., 1971
- Corydalis magni Pusalkar, 2012
- Corydalis mairei H.Lév., 1916
- Corydalis maracandica Michajlova, 1987
- Corydalis mayae Hand.-Mazz., 1931
- Corydalis mediterranea Z.Y.Su & Lidén, 2007
- Corydalis megacalyx Ludlow & Stearn, 1975
- Corydalis megalosperma Z.Y.Su, 1997
- Corydalis meifolia Wall., 1826
- Corydalis melanochlora Maxim., 1878
- Corydalis meyori Lidén, R.Mili & B.Saikia, 2013
- Corydalis micrantha (Engelm. ex A.Gray) A.Gray ex Coult., 1886
- Corydalis microflora (C.Y.Wu & H.Chuang) Z.Y.Su & Lidén, 2007
- Corydalis microphylla Michajlova, 1982
- Corydalis microsperma Lidén, 2008
- Corydalis milarepa Lidén & Z.Y.Su, 2007
- Corydalis mildbraedii Fedde, 1910
- Corydalis minutiflora C.Y.Wu, 1984
- Corydalis mira (Batalin) C.Y.Wu & H.Chuang, 1999
- Corydalis moorcroftiana Wall. ex Hook.f. & Thomson, 1855
- Corydalis moupinensis Franch., 1886
- Corydalis mucronata Franch., 1886
- Corydalis mucronifera Maxim., 1889
- Corydalis mucronipetala (C.Y.Wu & H.Chuang) Lidén & Z.Y.Su, 2007
- Corydalis muliensis C.Y.Wu & Z.Y.Su, 1986
- Corydalis multiflora Michajlova, 1982
- Corydalis murgabica Michajlova, 2011
- Corydalis myriophylla Lidén, 2008

## N
- Corydalis nana Royle, 1834

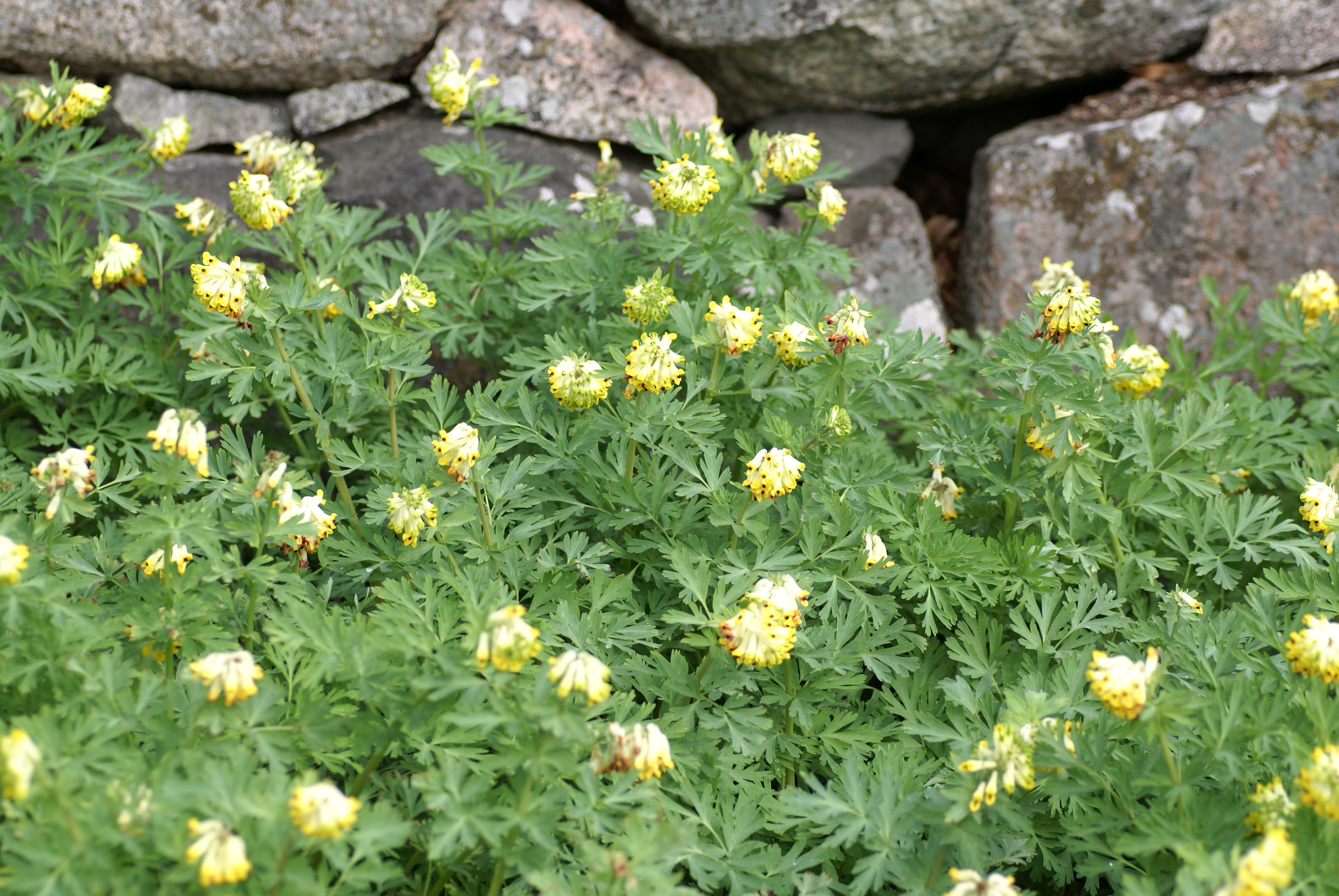
Corydalis nobilis.

- Corydalis nanwutaishanensis Z.Y. Su & Lidén, 2008
- Corydalis nematopoda Lidén & Z.Y.Su, 2007
- Corydalis nemoralis C.Y.Wu & H.Chuang, 1983
- Corydalis nigroapiculata C.Y.Wu, 1983
- Corydalis nobilis (L.) Pers., 1806
- Corydalis nubicola Z.Y.Su & Lidén, 2007
- Corydalis nudicaulis Regel, 1884

## O
- Corydalis ochotensis Turcz., 1840

- Corydalis ohii Lidén, 1996

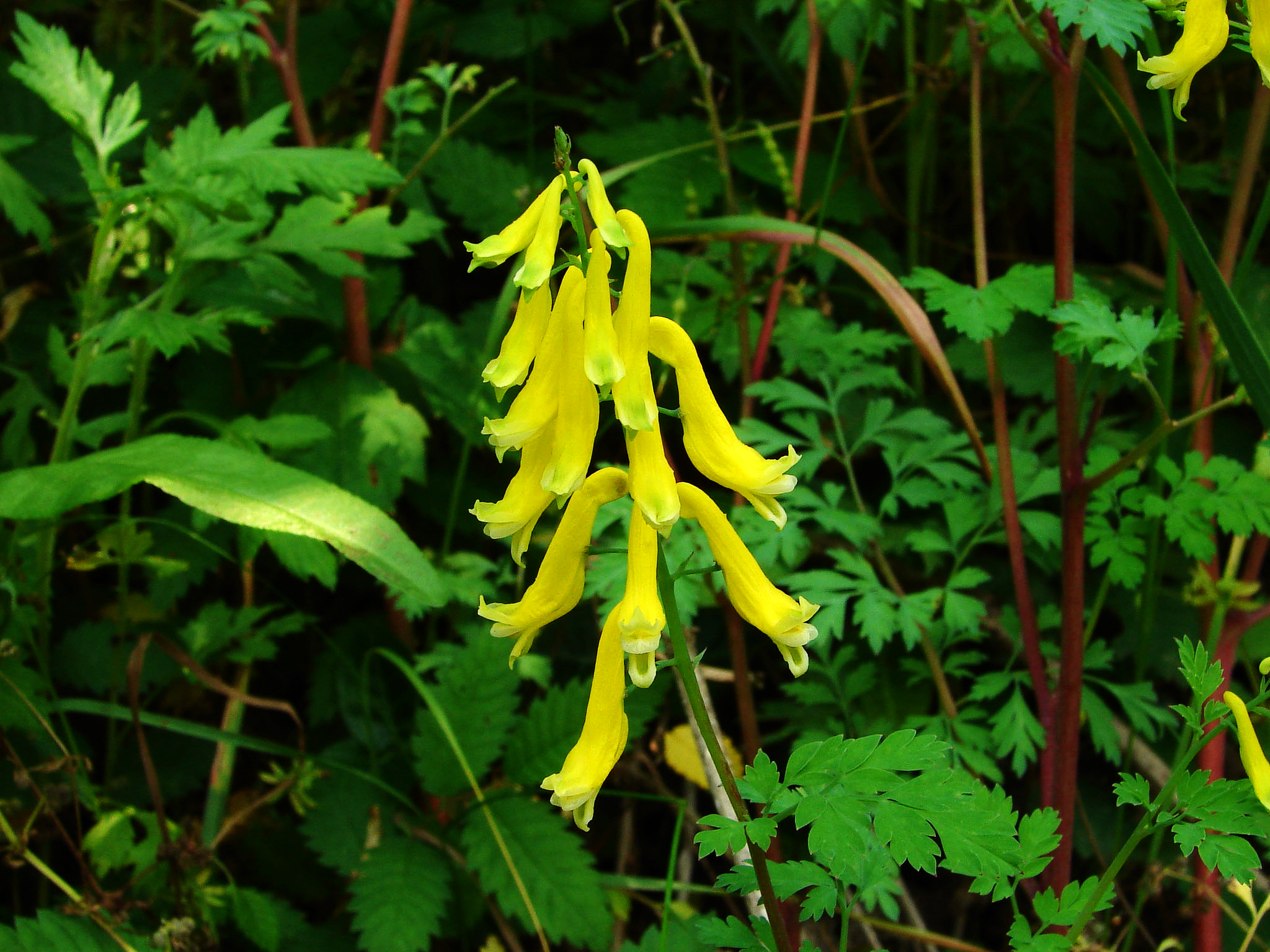
Corydalis ochotensis.

- Corydalis oligantha Ludlow & Stearn, 1975
- Corydalis oligosperma C.Y.Wu & T.Y.Shu, 1985
- Corydalis omeiana (C.Y.Wu & H.Chuang) Z.Y.Su & Lidén, 2007
- Corydalis onobrychis Fedde, 1922
- Corydalis ophiocarpa Hook.f. & Thomson, 1855
- Corydalis oppositifolia DC., 1821
- Corydalis oreocoma Lidén & Z.Y.Su, 1997
- Corydalis ornata Lidén & Zetterlund, 1996
- Corydalis oxalidifolia Ludlow & Stearn, 1975
- Corydalis oxypetala Franch., 1886

## P

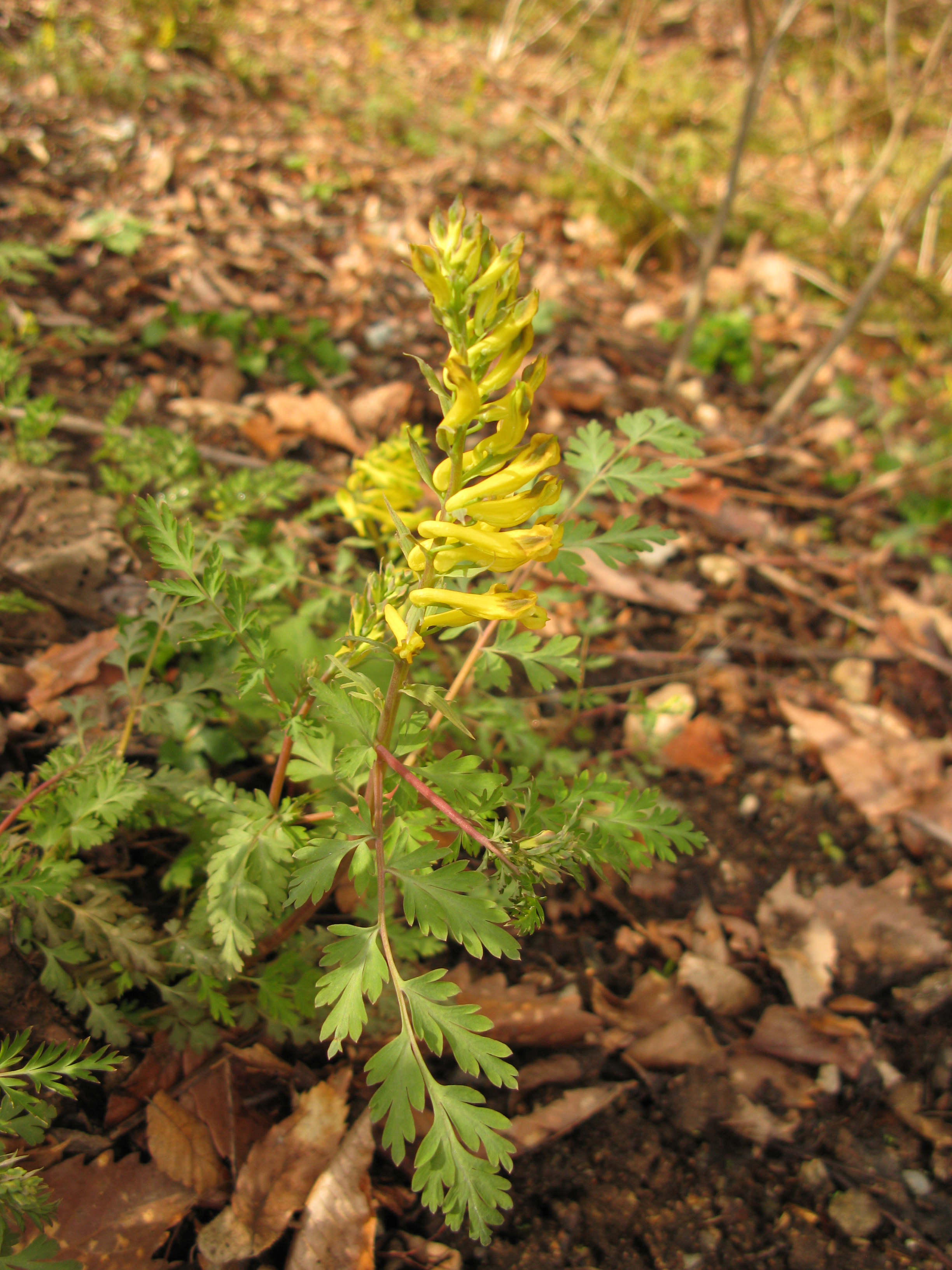
Corydalis pallida

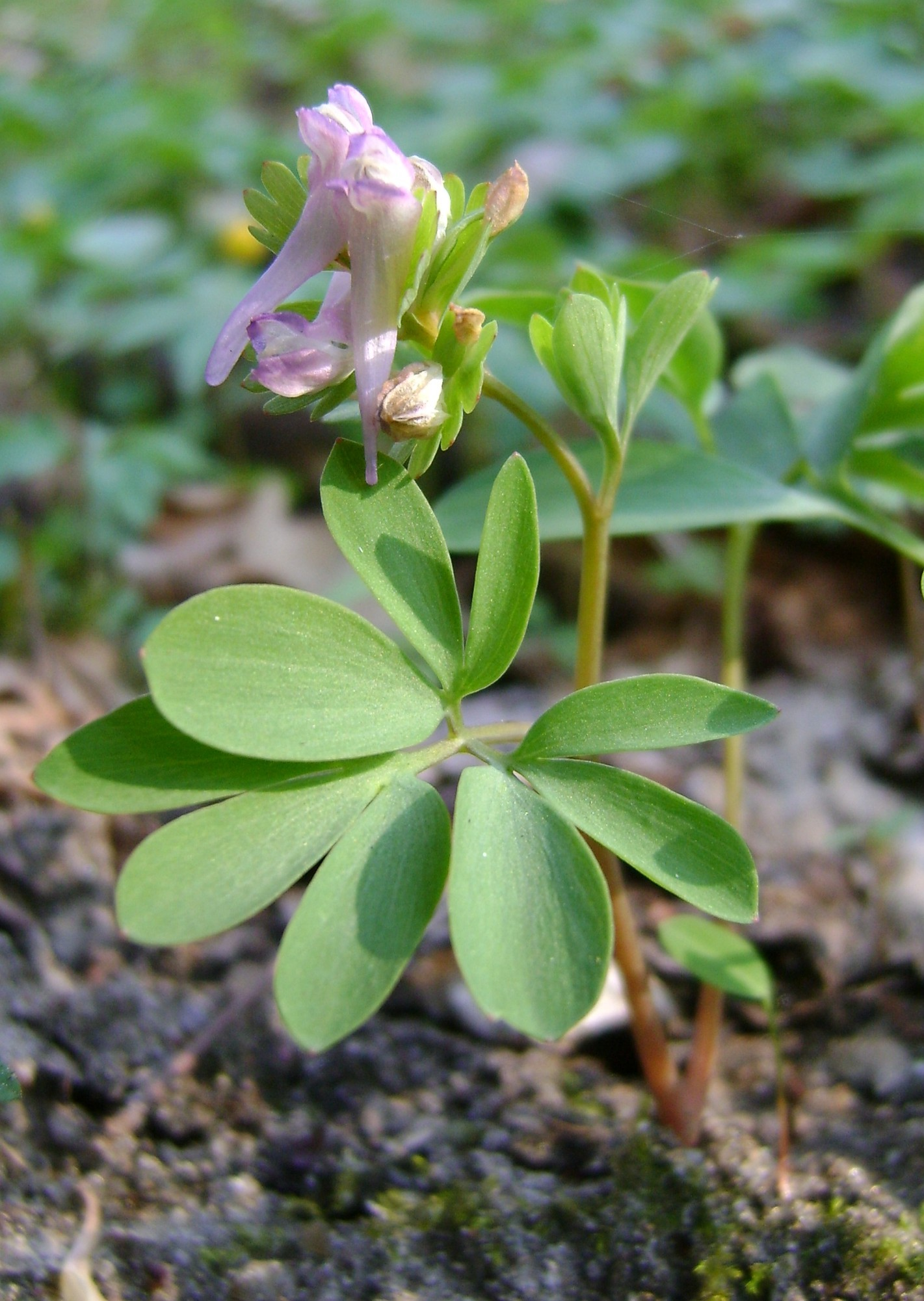
Corydalis pumila

- Corydalis pachycentra Franch., 1889
- Corydalis pachypoda (Franch.) Hand.-Mazz., 1931
- Corydalis paczoskii N.Busch, 1905
- Corydalis paeoniifolia (Steph.) Pers., 1806
- Corydalis pakistanica Jafri, 1974
- Corydalis pallida (Thunb.) Pers., 1806
- Corydalis pallidiflora (Rupr.) N.Busch, 1905
- Corydalis panda Lidén & Y.W.Wang, 2006
- Corydalis paniculigera Regel & Schmalh., 1882
- Corydalis papillosa Z.Y.Su & Lidén, 2007
- Corydalis parviflora Z.Y.Su & Lidén, 1997
- Corydalis paschei Lidén, 1989
- Corydalis pauciflora (Steph. ex Willd.) Pers., 1806
- Corydalis peltata Lidén & Z.Y.Su, 1997
- Corydalis persica Cham. & Schltdl., 1826
- Corydalis petrodoxa Lidén & Z.Y.Su, 1997
- Corydalis petrophila Franch., 1889
- Corydalis petroselinifolia H.Lév., 1912
- Corydalis philippi Michajlova, 2000
- Corydalis pingwuensis Z.Y.Wu, 1991
- Corydalis pinnata Lidén & Z.Y.Su, 1993
- Corydalis pinnatibracteata Y.W.Wang, Lidén, Q.R.Liu & M.L.Zhang, 2003
- Corydalis podlechii Lidén, 1996
- Corydalis polygalina Hook.f. & Thomson, 1855
- Corydalis polyphylla Hand.-Mazz., 1925
- Corydalis popovii Nevski ex Popov, 1934
- Corydalis porphyrantha C.Y.Wu, 1983
- Corydalis portenieri Mikhailova, 2012
- Corydalis potaninii Maxim., 1889
- Corydalis praecipitorum C.Y.Wu, Z.Y.Su & Lidén, 1997
- Corydalis prattii Franch., 1894
- Corydalis procera Lidén & Z.Y.Su, 2007
- Corydalis pseudimpatiens Fedde, 1925
- Corydalis pseudoadoxa C.Y.Wu & H.Chuang, 1985
- Corydalis pseudoadunca Popov, 1937
- Corydalis pseudoalpestris Popov, 1937
- Corydalis pseudoamplisepala D.Wang, 2017
- Corydalis pseudobalfouriana Lidén & Z.Y.Su, 1997
- Corydalis pseudobarbisepala Fedde, 1924
- Corydalis pseudocristata Fedde, 1921
- Corydalis pseudodensispica Z.Y.Su & Lidén, 1997
- Corydalis pseudodrakeana Lidén, 1991
- Corydalis pseudofargesii H.Chuang, 1990
- Corydalis pseudofilisecta Lidén & Z.Y.Su, 1997
- Corydalis pseudofluminicola Fedde, 1924
- Corydalis pseudohemsleyana D.Wang, 2017
- Corydalis pseudoincisa C.Y.Wu, Z.Y.Su & Lidén, 1997
- Corydalis pseudojuncea Ludlow & Stearn, 1975
- Corydalis pseudolongipes Lidén, 1989
- Corydalis pseudomairei C.Y.Wu ex Z.Y.Su & Lidén, 2007
- Corydalis pseudomicrantha Fedde, 1913
- Corydalis pseudomicrophylla Z.Y.Su, 1999
- Corydalis pseudomucronata C.Y.Wu, Z.Y.Su & Liden, 1996
- Corydalis pseudorupestris Lidén & Z.Y.Su, 1997
- Corydalis pseudosibirica Lidén & Z.Y. Su, 2008
- Corydalis pseudostricta Popov, 1937
- Corydalis pseudotongolensis Lidén, 1995
- Corydalis pseudoweigoldii Z.Y.Su, 1999
- Corydalis pterygopetala Hand.-Mazz., 1925
- Corydalis pubicaula C.Y.Wu & H.Chuang, 1985
- Corydalis pulchella Aitch. & Hemsl., 1882
- Corydalis pumila (Host) Rchb., 1832
- Corydalis punicea C.Y.Wu ex Govaerts, 1999
- Corydalis pycnopus Lidén, 2008
- Corydalis pygmaea C.Y.Wu & T.Y.Shu, 1980

## Q
- Corydalis qinghaiensis Z.Y.Su & Lidén, 1997
- Corydalis quantmeyeriana Fedde, 1924
- Corydalis quinquefoliolata Ludlow & Stearn, 1975

## R

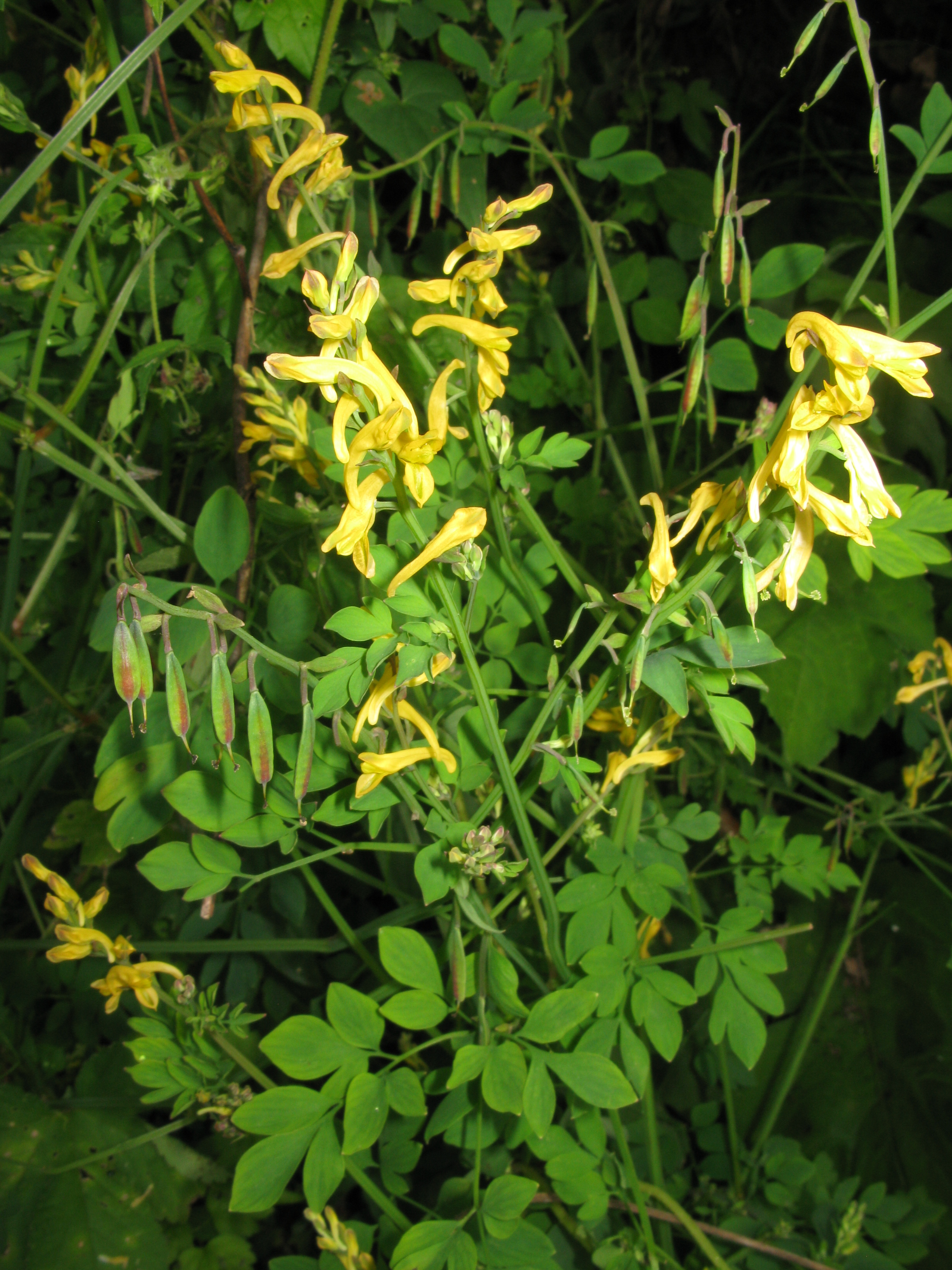
Corydalis raddeana.

- Corydalis racemosa (Thunb.) Pers., 1806

- Corydalis raddeana Regel, 1861
- Corydalis radicans Hand.-Mazz., 1925
- Corydalis rarissima Michajlova, 1989
- Corydalis regia Z.Y. Su & Lidén, 2008
- Corydalis repens Mandl & Muhldorf, 1921
- Corydalis retingensis Ludlow, 1968
- Corydalis rheinbabeniana Fedde, 1924
- Corydalis rorida H.Chuang, 1996
- Corydalis rostellata Lidén, 1995
- Corydalis rubrisepala Lidén, 1991
- Corydalis ruksansii Lidén, 1991
- Corydalis rupestris Kotschy, 1846
- Corydalis rupifraga C.Y.Wu & Z.Y.Su, 1993
- Corydalis × rutacea Th.Fr., 1854
- Corydalis rutifolia (Sm.) DC., 1821

## S
- Corydalis saccata Z.Y.Su, 1997

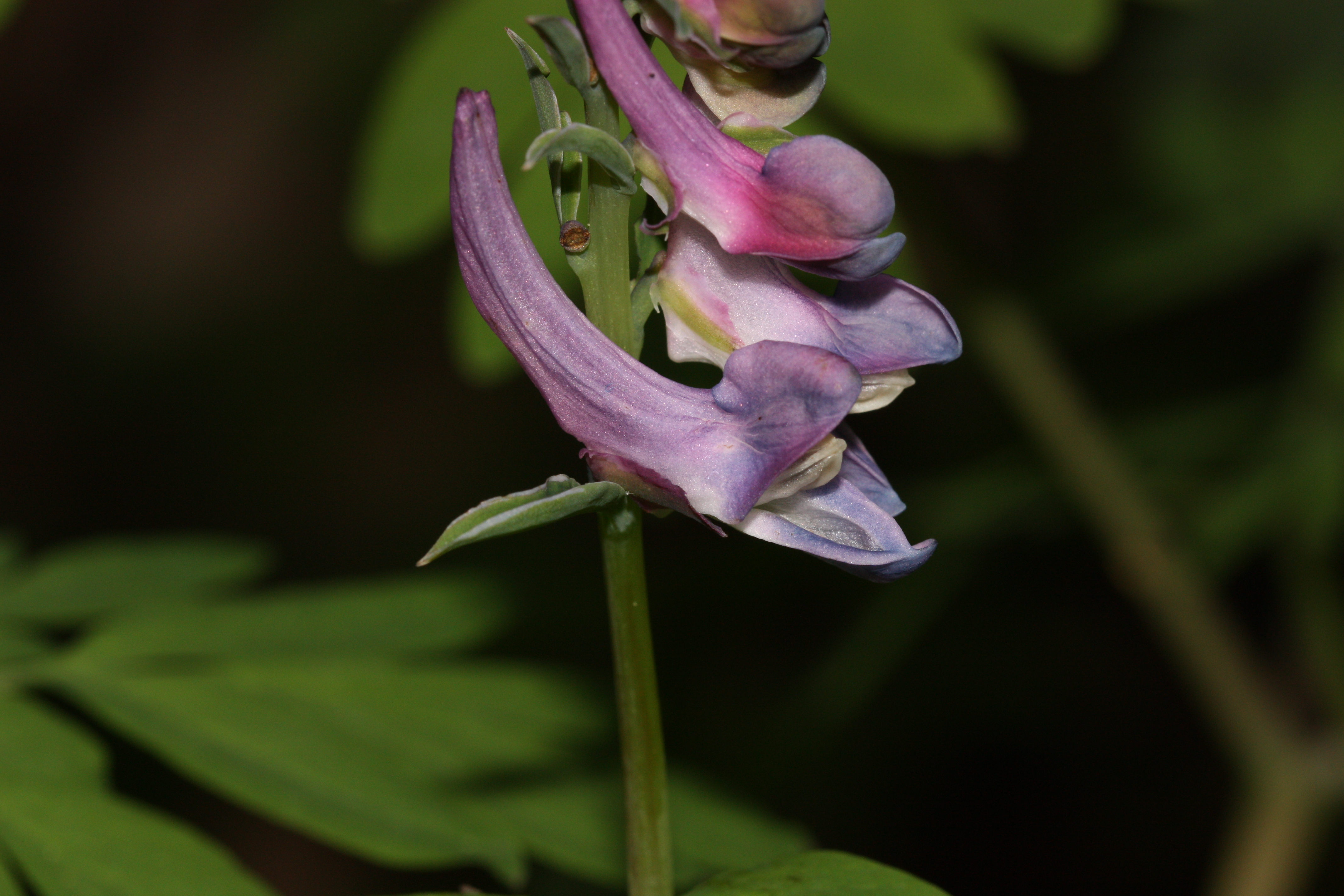
Corydalis scouleri

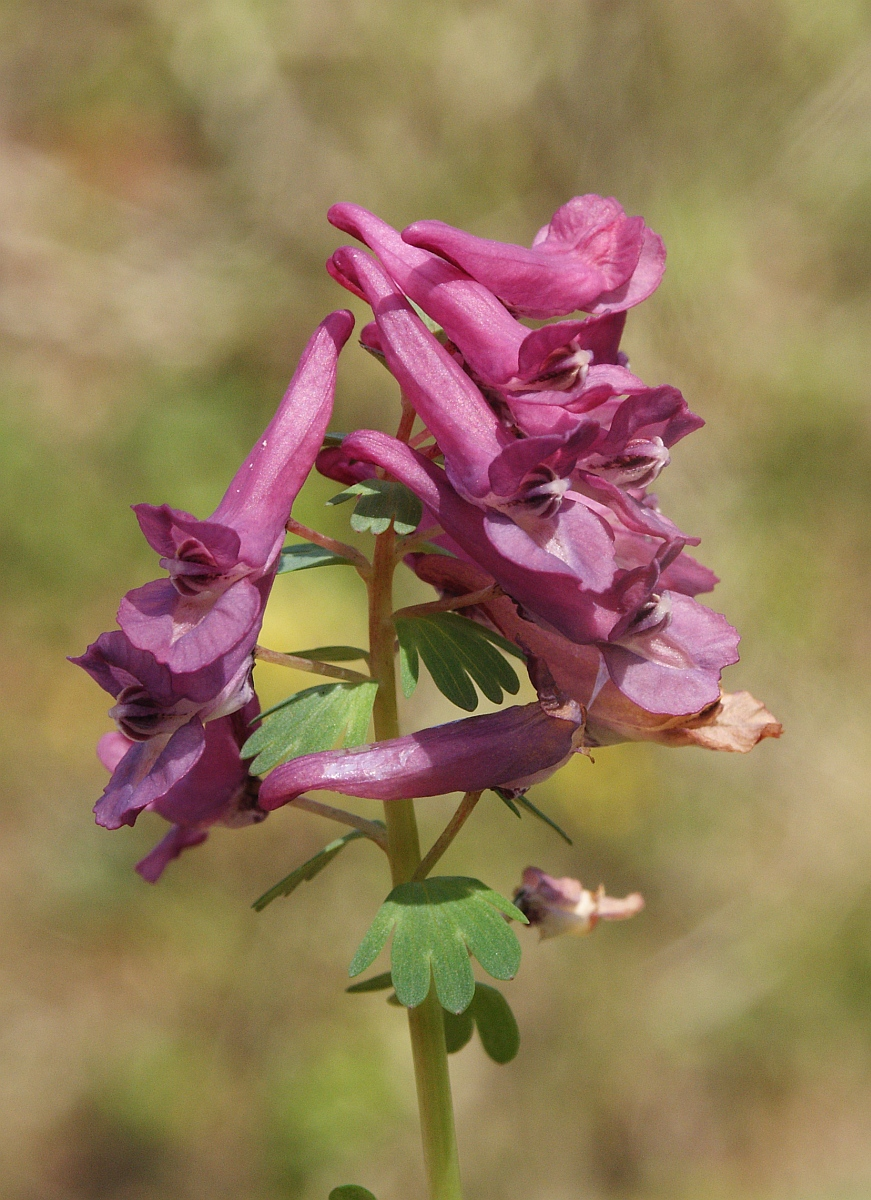
Corydalis solida

- Corydalis sajanensis Peschkova, 1990
- Corydalis saltatoria W.W.Sm., 1917
- Corydalis sangardanica Mikhailova, 2014
- Corydalis sarcolepis Lidén & Z.Y.Su, 2007
- Corydalis saxicola Bunting, 1996
- Corydalis scaberula Maxim., 1889
- Corydalis schanginii (Pall.) B.Fedtsch., 1904
- Corydalis schelesnowiana Regel & Schmalh., 1882
- Corydalis schistostigma X.F.Gao, Lidén, Y.W.Wang & Y.L.Peng, 2008
- Corydalis schusteriana Fedde, 1925
- Corydalis schweriniana Fedde, 1924
- Corydalis scouleri Hook., 1829
- Corydalis semenowii Regel & Herder, 1864
- Corydalis sewerzowii Regel, 1870
- Corydalis shakyae Lidén, 1989
- Corydalis sheareri S.Moore, 1875
- Corydalis shennongensis H.Chuang, 1990
- Corydalis shensiana Lidén ex C.Y.Wu, H.Chuang & Z.Y.Su, 1999
- Corydalis sherriffii Ludlow, 1976
- Corydalis shimienensis C.Y.Wu & Z.Y.Su, 1999
- Corydalis sibirica (L.f.) Pers., 1806
- Corydalis sigmantha Z.Y.Su & C.Y.Wu, 1997
- Corydalis sigmoides C.Y.Wu & H.Chuang, 1984
- Corydalis sikkimensis (Prain) Fedde, 1921
- Corydalis simplex Lidén, 1989
- Corydalis smithiana Fedde, 1924
- Corydalis sochivkoi Michajlova, 2011
- Corydalis solida (L.) Clairv., 1811
- Corydalis sophronitis Z.Y.Su & Lidén, 2007
- Corydalis spathulata Prain ex Craib, 1910
- Corydalis speciosa Maxim. ex Regel, 1859
- Corydalis spicata Lidén, 1989
- Corydalis staintonii Ludlow & Stearn, 1975
- Corydalis stenantha Franch., 1889
- Corydalis stenophylla B.Saikia, Chowlu, M.K.Pathak & Lidén, 2013
- Corydalis stipulata Lidén, 1989
- Corydalis stolonifera Lidén, 2008
- Corydalis stracheyi Duthie ex Prain, 1896
- Corydalis straminea Maxim. ex Hemsl., 1889
- Corydalis straminoides C.Y.Wu & Z.Y.Su, 1997
- Corydalis striatocarpa H.Chuang, 1996
- Corydalis stricta Steph. ex DC., 1821
- Corydalis subjenisseensis E.M.Antipova, 2007
- Corydalis subverticillata Lazkov, 2010
- Corydalis susannae Lidén, 2008
- Corydalis suzhiyunii Lidén, 2008

## T
- Corydalis taliensis Franch., 1889

- Corydalis talpina Stepanov, 2015

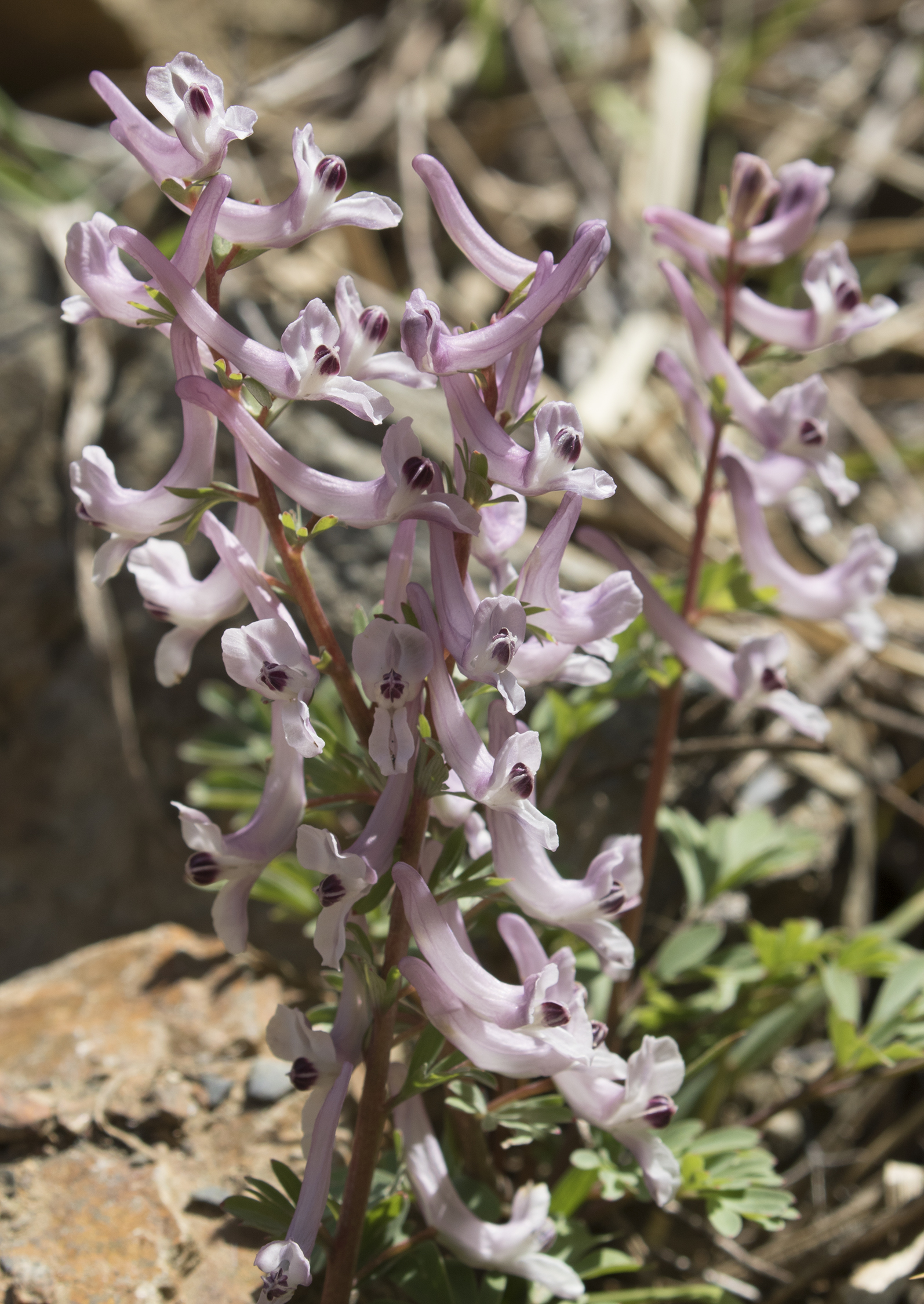
Corydalis tauricola.

- Corydalis tangutica Peschkova, 1990
- Corydalis tarkiensis Prokh., 1961
- Corydalis tauricola (Cullen & P.H.Davis) Lidén, 1989
- Corydalis teberdensis A.P.Khokhr., 1971
- Corydalis temolana C.Y.Wu & H.Chuang, 1983
- Corydalis temulifolia Franch., 1894
- Corydalis tenerrima C.Y.Wu, 1996
- Corydalis tenuipes Lidén & Z.Y.Su, 2007
- Corydalis ternata (Nakai) Nakai. 1914
- Corydalis ternatifolia C.Y.Wu, Z.Y.Su & Lidén, 1997
- Corydalis terracina Lidén, 1989
- Corydalis thasia (Stoj. & Kitan.) Stoj. & Kitan., 1945
- Corydalis thyrsiflora Prain, 1896
- Corydalis tianshanica Lidén, 2008
- Corydalis tianzhuensis M.S.Yan & C.J.Wang, 1989
- Corydalis tibetica Hook.f. & Thomson, 1855
- Corydalis tibeto-oppositifolia C.Y.Wu & T.Y.Shu, 1985
- Corydalis tibetoalpina C.Y.Wu & T.Y.Shu, 1985
- Corydalis tomentella Franch., 1894
- Corydalis tongolensis Franch., 1894
- Corydalis trachycarpa Maxim., 1878
- Corydalis transalaica Popov, 1937
- Corydalis trifoliolata Franch., 1886
- Corydalis trilobipetala Hand.-Mazz., 1924
- Corydalis trisecta Franch., 1894
- Corydalis triternata Zucc., 1843
- Corydalis triternatifolia C.Y.Wu, 1990
- Corydalis tsangensis Lidén & Z.Y.Su, 1997
- Corydalis tsayulensis C.Y.Wu & H.Chuang, 1983
- Corydalis turtschaninovii Besser, 1834

## U
- Corydalis udokanica Peschkova, 1990
- Corydalis uncinata Lidén, 1989
- Corydalis uncinatella Lidén, 1989
- Corydalis uniflora (Sieber) Nyman, 1855
- Corydalis uranoscopa Lidén, 1998
- Corydalis ussuriensis Aparina, 1966
- Corydalis uvaria Lidén & Z.Y.Su, 1997

## V
- Corydalis vaginans Royle, 1834

- Corydalis verna Z.Y.Su & Lidén, 1997
- Corydalis verticillaris DC., 1821

Corydalis vittae.

- Corydalis violacea (Vicary ex Prain) Pusalkar & D.K.Singh, 2010
- Corydalis virginea Lidén & Z.Y.Su, 2007
- Corydalis vittae Kolak., 1946
- Corydalis vivipara Fedde, 1925
- Corydalis × vorobievii Urusov, 1990
- Corydalis vyschinii Bezd., 2006

## W
- Corydalis watanabei Kitag., 1942

- Corydalis weigoldii Fedde, 1921
- Corydalis wendelboi Lidén, 1989
- Corydalis wilsonii N.E.Br., 1903

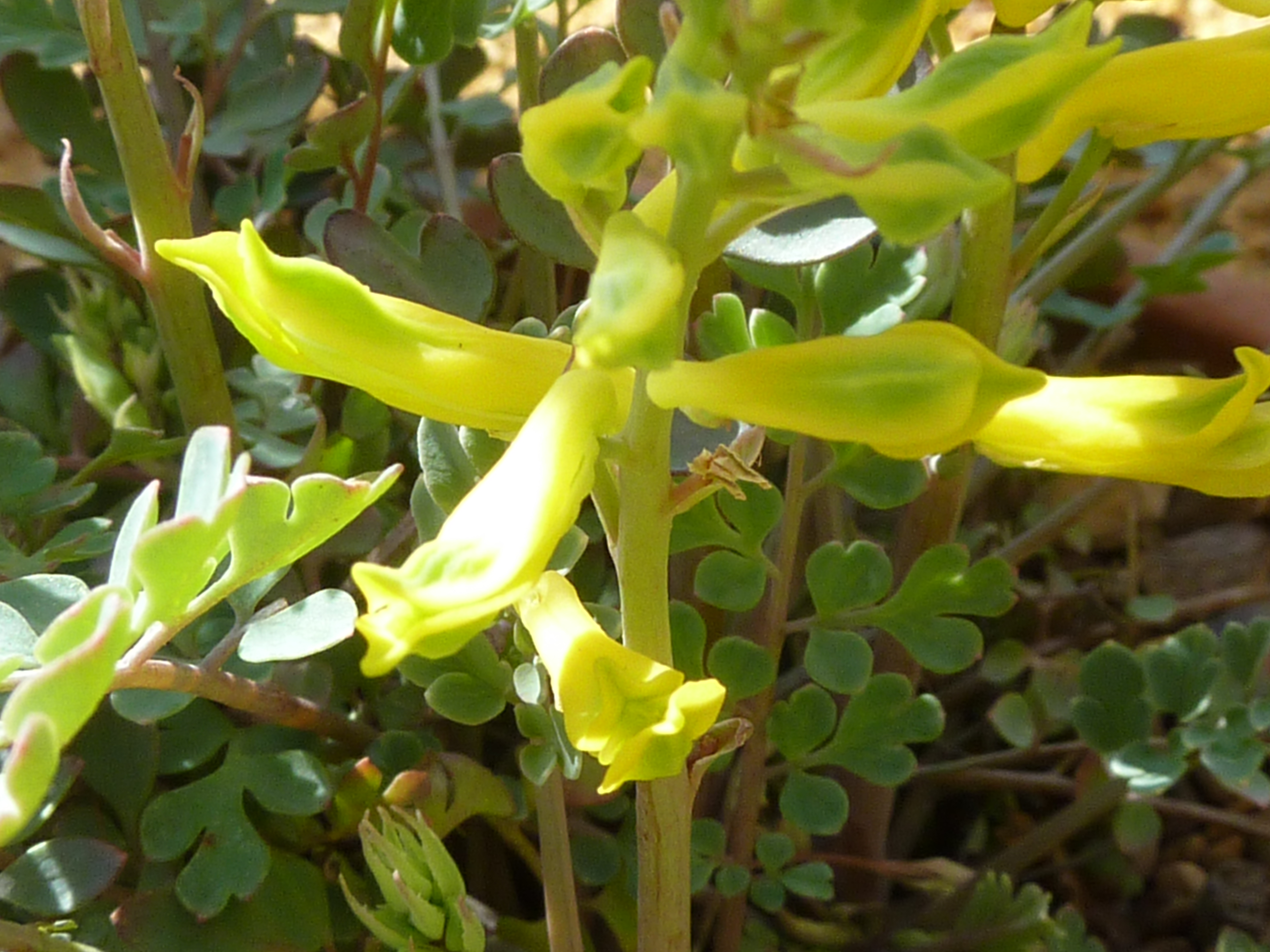
Corydalis wilsonii.

- Corydalis wuzhengyiana Z.Y.Su & Lidén, 1997

## Y
- Corydalis yanhusuo (Y.H.Chou & Chun C.Hsu) W.T.Wang ex Z.Y.Su & C.Y.Wu, 1985
- Corydalis yaoi Lidén & Z.Y.Su, 2007
- Corydalis yargongensis C.Y.Wu, 1984
- Corydalis yui Lidén, 1991
- Corydalis yunnanensis Franch., 1886

## Z
- Corydalis zadoiensis L.H.Zhou, 1982
- Corydalis zeravschanica Michajlova, 1982
- Corydalis zetterlundii Lidén, 1991
- Corydalis zhongdianensis Z.Y.Su & Lidén, 1995